# Bjarkøy
Bjarkøy est une kommune de Norvège. Elle est située dans le comté de Troms.
Bjarkøy est une ancienne municipalité du comté de Troms, en Norvège. Cette municipalité de 73,6 km2 a existé de 1838 jusqu'à sa fusion avec la municipalité de Harstad le 1er janvier 2013. Le centre administratif de la municipalité était le village de Nergården sur l'île de Bjarkøya. La municipalité insulaire était répartie sur plusieurs îles : Bjarkøya, Sandsøya, Grytøya (moitié nord), Krøttøya, et de nombreuses autres plus petites. À l'origine, la municipalité comprenait également la partie sud-ouest de la grande île de Senja.
L'une des raisons pour lesquelles Bjarkøy a fusionné avec Harstad en 2013 était due au financement promis du projet de liaison fixe de Bjarkøy. Ce projet devait relier les principales îles de Bjarkøy par un pont et un tunnel routier sous-marin, permettant aux habitants de conduire plus loin, ce qui réduirait considérablement le trajet en ferry vers Harstad.

## Localités
- Altvika (68° 56′ 35″ N, 16° 40′ 30″ E)
- Austnes (68° 58′ 50″ N, 16° 33′ 25″ E)
- Fenes (68° 55′ 54″ N, 16° 38′ 17″ E)
- Meløyvær (69° 04′ 22″ N, 16° 30′ 16″ E)
- Nergården (68° 59′ 48″ N, 16° 32′ 00″ E)
- Nergårdshamn (68° 59′ 55″ N, 16° 34′ 19″ E)
- Sandsøy (68° 57′ 09″ N, 16° 39′ 29″ E)